# EasyJet Europe
easyJet Europe Airline GmbH, più semplicemente conosciuta come easyJet Europe, è una compagnia aerea a basso costo austriaca basata a Vienna e filiale del gruppo britannico easyJet plc.

## Storia
La società è stata fondata il 18 luglio 2017 e ha iniziato la sua attività due giorni dpo, con il primo volo effettuato da un Airbus A320 - immatricolato OE-IVA in Austria - dall'aeroporto di Londra-Luton a Vienna-Schwechat. L'aerolinea è stata creata dopo l'esito del referendum sulla permanenza del Regno Unito nell'Unione europea (BREXIT). La britannica easyJet era ansiosa di ottenere un certificato di operatore aereo (AOC) in uno stato membro dell'UE per continuare a operare voli all'interno e attraverso i paesi europei.
Il personale impiegato da easyJet UK e con sede nell'Unione europea, escluso il Regno Unito (e, naturalmente, la Svizzera), è stato trasferito a easyJet Europe; parimenti per gli aerei, reimmatricolati in Austria e trasferiti ipso facto ad easyJet Europe. EasyJet diventa quindi un gruppo di aerolinee europee, composto da tre con sede nel Regno Unito (easyJet UK), in Austria (easyJet Europe) e in Svizzera (easyJet Switzerland); tutte di proprietà di easyJet plc che è di proprietà europea, ma con sede nel Regno Unito e quotata al London Stock Exchange.

## Flotta

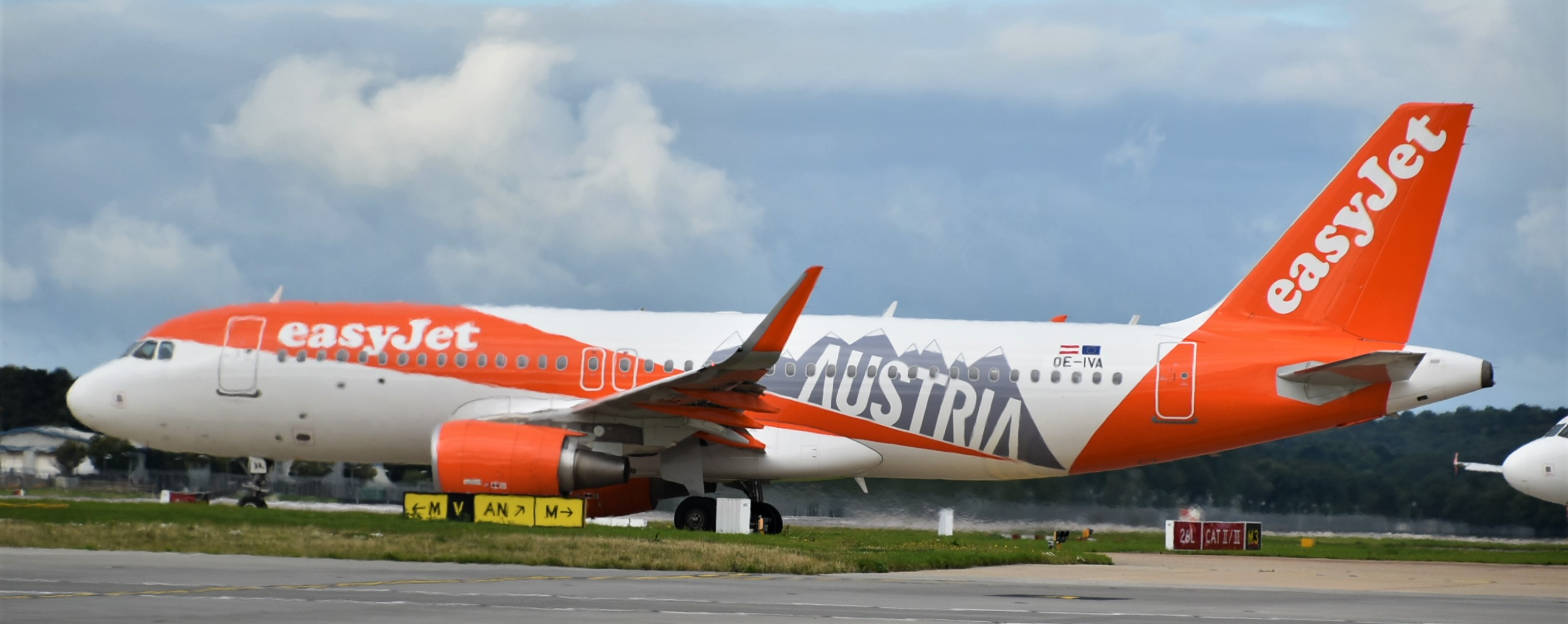
Un Airbus A.320-200 per la promozione del prodotto "Austria".

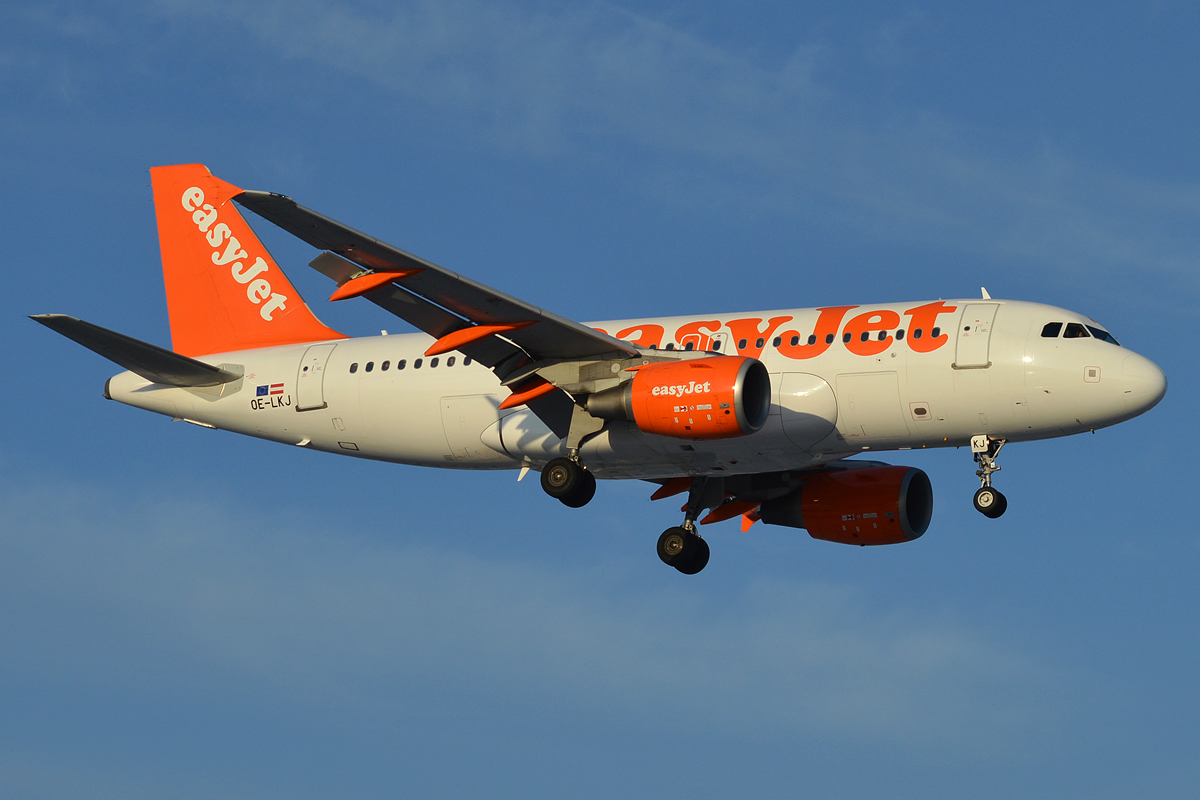
Un Airbus A.319-100 nella prima livrea utilizzata.

Nell'aprile 2023 la flotta consisteva dei seguenti aeromobili: